# العملية الاحتياطية
كانت العملية الاحتياطية من العمليات العسكرية التي أجرتها قوات الحلفاء أثناء الحرب العالمية الثانية. وكانت جزءًا من عملية الشعلة (غزو قوات الحلفاء لشمال إفريقيا)، ومحاولة إنزال القوات مباشرة في ميناء وهران.
وكان الهدف من العملية الاحتياطية هو الاستيلاء على المرافق والسفن ذات القيمة الموجودة بميناء فرنسا الفيشية بوهران قبل تدميرها. فإن الإنزال المباشر للقوات من السفن يعد أمرًا بالغ الخطورة، وعلى الرغم من ذلك كان يوجد أمل إما بمفاجأة الدفاعات الفرنسية جميعها أو بتعاون الدفاعات بالفعل مع القوات. وقد تم استخدام سفينتين من السفن الحربية من فئة بانف وسفينة HMS والني وسفينة HMS هارتلاند في إنزال القوات.
في الواقع، قابلت الدفاعات سفن الإنزال بإطلاق النار المستمر فور دخولها منطقة الميناء وهي تشمل أربع بطاريات مدفعية للشواطئ (من الشرق إلى الغرب - مول رافن بلانك، ومول ميليراند، ومول جيه جيرود، ومول سنتر). وكانت توجد 31 سفينة فرنسية في الميناء ألحقت ضررًا بالغًا بسفن الأسطول البريطاني / الأمريكي. وتجاوزت الخسائر البشرية في العملية الاحتياطية نسبة 90%. فقد قتل 183 وجرح 157 من الحلفاء المشاركين الذين بلغ عددهم 393. وتضمنت قائمة الخسائر البشرية 113 قتيلاً و86 جريحًا من البحرية الملكية البريطانية، ذلك بالإضافة إلى 5 قتلى و7 جرحى من بحرية الولايات المتحدة. ونجحت السفينة والني مع محاذاة الرصيف في إنزال عدد صغير من الرجال. وتم القبض على الناجين.
استسلمت الدفاعات بعد يومين من الغزو، ولكن تم تدمير المرافق الموجودة بالميناء.
تم تنفيذ عملية أخرى مشابهة في نفس الوقت حول ميناء وهران والتي أطلق عليها اسم عملية الأشرار، وذلك في المغرب بثلاثة موانئ مختلفة للإنزال تشمل المهدية، والدار البيضاء والمحمدية وكان يطلق عليها في الجزائر اسم العملية النهائية.

## وصلات خارجية
- Leonard Saunders-a personal history